# Football Club des Girondins de Bordeaux 2015-2016
Questa voce raccoglie le informazioni riguardanti il Football Club des Girondins de Bordeaux nelle competizioni ufficiali della stagione 2015-2016.

## Maglie e sponsor
Lo sponsor tecnico per la stagione 2015-2016 è Puma, mentre lo sponsor ufficiale è Kia. La prima maglia è blu con inserto a "v" bianco e righe verticali bianche, calzoncini blu e calzettoni neri. La seconda maglia è bianca con inserto a "v" blu e righe orizzontali blu, calzoncini e calzettoni bianchi. La terza maglia è blu con inserto a "v" viola, calzoncini e calzettoni neri.
| Casa | Trasferta | Terza divisa |

## Organigramma societario
Area direttiva
- Presidente: Jean-Louis Triaud
- Amministratore delegato: Catherine Steva
- Direttore generale: Alain Deveseleer

Area organizzativa
- Segretario generale: David Lafarge

Area comunicazione
- Responsabile: Aurélie Carrey

Area tecnica
- Direttore sportivo: Jérôme Bonnissel
- Allenatore: Willy Sagnol
- Allenatore in seconda: Sylvain Matrisciano
- Preparatore dei portieri: Franck Mantaux

Area sanitaria
- Medico sociale: Serge Dubeau
- Massaggiatori: Marc Vernet, David Das Neves, Jacques Thébault, Eric Bedouet

## Rosa
| N. |                      | Ruolo | Calciatore         |
| -- | -------------------- | ----- | ------------------ |
| 1  | Francia (bandiera)   | P     | Simon Lefebvre     |
| 1  | Francia (bandiera)   | P     | Paul Bernardoni    |
| 2  | Serbia (bandiera)    | D     | Milan Gajić        |
| 3  | Germania (bandiera)  | D     | Diego Contento     |
| 4  | Brasile (bandiera)   | D     | Pablo              |
| 5  | Francia (bandiera)   | D     | Nicolas Pallois    |
| 6  | Senegal (bandiera)   | D     | Ludovic Sané       |
| 7  | Mali (bandiera)      | C     | Abdou Traoré       |
| 8  | Francia (bandiera)   | C     | Grégory Sertic     |
| 9  | Uruguay (bandiera)   | A     | Diego Rolán        |
| 10 | Senegal (bandiera)   | A     | Henri Saivet       |
| 10 | Uruguay (bandiera)   | C     | Mauro Arambarri    |
| 11 | Francia (bandiera)   | C     | Clément Chantôme   |
| 12 | Svezia (bandiera)    | A     | Isaac Kiese Thelin |
| 13 | Francia (bandiera)   | A     | Thomas Touré       |
| 14 | Mali (bandiera)      | A     | Cheick Diabaté     |
| 15 | Francia (bandiera)   | A     | Gaëtan Laborde     |
| 16 | Francia (bandiera)   | P     | Cédric Carrasso    |
| 17 | Gabon (bandiera)     | C     | André Biyogo Poko  |
| 18 | Rep. Ceca (bandiera) | C     | Jaroslav Plašil    |

| N. |                      | Ruolo | Calciatore            |  |
| -- | -------------------- | ----- | --------------------- |  |
| 19 | Francia (bandiera)   | C     | Nicolas Maurice-Belay |  |
| 20 | Brasile (bandiera)   | A     | Jussiê                |  |
| 21 | Francia (bandiera)   | D     | Cédric Yamberé        |  |
| 22 | Francia (bandiera)   | C     | Adam Ounas            |  |
| 23 | Argentina (bandiera) | C     | Valentín Vada         |  |
| 24 | Tunisia (bandiera)   | C     | Wahbi Khazri          |  |
| 24 | Francia (bandiera)   | D     | Mathieu Debuchy       |  |
| 25 | Francia (bandiera)   | D     | Théo Pellenard        |  |
| 25 | Brasile (bandiera)   | C     | Malcolm               |  |
| 26 | Francia (bandiera)   | D     | Frédéric Guilbert     |  |
| 27 | Francia (bandiera)   | A     | Enzo Crivelli         |  |
| 28 | Francia (bandiera)   | C     | Kévin Soni            |  |
| 29 | Francia (bandiera)   | D     | Maxime Poundjé        |  |
| 30 | Francia (bandiera)   | P     | Jérôme Prior          |  |
| 33 | Francia (bandiera)   | C     | Robin Maulun          |  |
|    | Francia (bandiera)   | D     | Jean Ambrose          |  |
|    | Francia (bandiera)   | D     | Ilias Hassani         |  |
|    | Francia (bandiera)   | A     | Kévin Mondziaou Zinga |  |
|    | Francia (bandiera)   | A     | Sofian Valla          |  |
|    | Tunisia (bandiera)   | A     | Hazem Haj Hassen      |  |

## Calciomercato

### Sessione estiva(dal 09/06 al 31/08)
| Acquisti | Acquisti       | Acquisti     | Acquisti                 |
| R.       | Nome           | da           | Modalità                 |
| -------- | -------------- | ------------ | ------------------------ |
| D        | Milan Gajić    | OFK Belgrado | definitivo (1 milione €) |
| D        | Pablo          | Ponte Preta  | definitivo               |
| C        | Clément Badin  | Real Avilés  | fine prestito            |
| A        | Rodrigo Castro | Red Star     | fine prestito            |
| A        | Gaëtan Laborde | Brest        | fine prestito            |
| A        | Emiliano Sala  | Caen         | fine prestito            |

| Cessioni | Cessioni        | Cessioni  | Cessioni                   |
| R.       | Nome            | a         | Modalità                   |
| -------- | --------------- | --------- | -------------------------- |
| P        | Ažbe Jug        |           | svincolato                 |
| D        | Julien Faubert  |           | svincolato                 |
| D        | Tiago Ilori     | Liverpool | fine prestito              |
| D        | Mariano         | Siviglia  | definitivo (3,5 milioni €) |
| D        | Marc Planus     |           | svincolato                 |
| D        | Théo Pellenard  | Paris FC  | prestito                   |
| C        | Clément Badin   |           | svincolato                 |
| C        | Younès Kaabouni | Red Star  | prestito                   |
| A        | Rodrigo Castro  |           | svincolato                 |
| A        | David Djigla    |           | svincolato                 |
| A        | Emiliano Sala   | Nantes    | definitivo (1 milione €)   |

### Sessione invernale(dal 02/01 al 01/02)
| Acquisti | Acquisti        | Acquisti          | Acquisti                 |
| R.       | Nome            | da                | Modalità                 |
| -------- | --------------- | ----------------- | ------------------------ |
| P        | Paul Bernardoni | Troyes            | prestito                 |
| D        | Mathieu Debuchy | Arsenal           | prestito                 |
| C        | Mauro Arambarri | Defensor Sporting | definitivo (3 milioni €) |
| C        | Malcolm         | Corinthians       | definitivo (3 milioni €) |

| Cessioni | Cessioni       | Cessioni   | Cessioni                    |
| R.       | Nome           | a          | Modalità                    |
| -------- | -------------- | ---------- | --------------------------- |
| C        | Wahbi Khazri   | Sunderland | definitivo (11,8 milioni €) |
| A        | Gaëtan Laborde | Clermont   | prestito                    |
| A        | Henri Saivet   | Newcastle  | definitivo (6 milioni €)    |

## Risultati

### Ligue 1

#### Girone d'andata
| Arbitro: | Buquet |

|            |           |                             |
| Khazri 41’ | Marcatori | 80’ Préville 87’ Siebatcheu |

| Arbitro: | Rainville |

|             |           |              |
| Hamouma 58’ | Marcatori | 90+1’ Saivet |

| Villeneuve d'Ascq 23 agosto 2015, ore 14:00 CEST 3ª giornata | Lilla    | 0 – 0 referto | Bordeaux | Stade Pierre-Mauroy (28.035 spett.)\| Arbitro: \| Jaffredo \| |
| Arbitro:                                                     | Jaffredo |               |          |                                                               |

| Arbitro: | Turpin |

|                        |           |  |
| Khazri 45+2’ Gajić 87’ | Marcatori |  |

| Arbitro: | Gautier |

|                 |           |                             |
| Cavani 27’, 34’ | Marcatori | 31’ (aut.) Trapp 79’ Khazri |

| Arbitro: | Lesage |

|              |           |              |
| Crivelli 89’ | Marcatori | 23’ Regattin |

| Arbitro: | Rainville |

|                                                                         |           |           |
| Germain 33’ Le Bihan 42’ Pallois 51’ (aut.) Ben Arfa 68’, 75’ Mendy 84’ | Marcatori | 6’ Plašil |

| Arbitro: | Millot |

|                                   |           |             |
| Khazri 17’ Plašil 40’ Pablo 45+2’ | Marcatori | 78’ Beauvue |

| Arbitro: | Turpin |

|                                          |           |                     |
| Moukandjo 47’ Waris 64’ (rig.) Touré 79’ | Marcatori | 38’ Rolán 89’ Ounas |

| Bordeaux 18 ottobre 2015, ore 17:00 CEST 10ª giornata | Bordeaux | 0 – 0 referto | Montpellier | Nouveau Stade de Bordeaux (23.881 spett.)\| Arbitro: \| Varela \| |
| Arbitro:                                              | Varela   |               |             |                                                                   |

| Arbitro: | Ennjimi |

|           |           |  |
| Ounas 78’ | Marcatori |  |

| Arbitro: | El Hadj |

|                |           |  |
| Larbi 44’, 68’ | Marcatori |  |

| Arbitro: | Millot |

|                                          |           |                  |
| Maurice-Belay 36’ Yamberé 40’ Plašil 48’ | Marcatori | 23’ Hélder Costa |

| Arbitro: | Moreira |

|                          |           |                           |
| Dembelé 32’ Grosicki 75’ | Marcatori | 41’ Crivelli 78’ Contento |

| Arbitro: | Chapron |

|              |           |                                                            |
| Crivelli 90’ | Marcatori | 6’ Ben Youssef 54’ Da Silva 61’ (aut.) Carrasso 77’ Delort |

| Arbitro: | Fautrel |

|                |           |  |
| Raspentino 88’ | Marcatori |  |

| Arbitro: | Turpin |

|             |           |  |
| Yamberé 62’ | Marcatori |  |

| Arbitro: | Millot |

|            |           |           |
| Thomas 83’ | Marcatori | 40’ Rolán |

| Arbitro: | Bastien |

|            |           |           |
| Khazri 57’ | Marcatori | 56’ Romao |

#### Girone di ritorno
| Arbitro: | Turpin |

|  |           |             |
|  | Marcatori | 16’ Diabaté |

| Arbitro: | Jaffredo |

|             |           |  |
| Diabaté 51’ | Marcatori |  |

| Arbitro: | Chapron |

|                          |           |                               |
| Sigþórsson 1’ Bedoya 30’ | Marcatori | 84’ Diabaté 90+1’ (aut.) Cana |

| Arbitro: | Lesage |

|                                        |           |  |
| Diabaté 29’, 51’ Rolán 67’ Touré 90+2’ | Marcatori |  |

| Arbitro: | Fautrel |

|                                 |           |  |
| Lacazette 41’, 87’ Kalulu 90+3’ | Marcatori |  |

| Arbitro: | Bastien |

|             |           |                                            |
| Yamberé 10’ | Marcatori | 4’ Pajot 7’ Tannane 70’ Søderlund 75’ Roux |

| Arbitro: | El Hadj |

|                      |           |                                              |
| Giresse 42’ Coco 58’ | Marcatori | 19’ Ounas 37’ Rolán 68’ Chantôme 89’ Diabaté |

| Bordeaux 19 febbraio 2016, ore 20:30 CET 27ª giornata | Bordeaux  | 0 – 0 referto | Nizza | Nouveau Stade de Bordeaux (23.641 spett.)\| Arbitro: \| Rainville \| |
| Arbitro:                                              | Rainville |               |       |                                                                      |

| Arbitro: | Letexier |

|                                                    |           |           |
| Mandi 23’ Bifouma 34’ Charbonnier 67’ Bangoura 89’ | Marcatori | 69’ Ounas |

| Arbitro: | Hamel |

|                    |           |           |
| Diabaté 38’ (rig.) | Marcatori | 89’ Larbi |

| Arbitro: | Lannoy |

|                                                           |           |  |
| Ben Yedder 5’ 50’ (rig.) Braithwaite 86’ (rig.) Trejo 90’ | Marcatori |  |

| Arbitro: | Chapron |

|              |           |            |
| Contento 82’ | Marcatori | 84’ Ngando |

| Arbitro: | Bastien |

|                       |           |                       |
| Guilbert 90+3’ (aut.) | Marcatori | 45+2’ Touré 56’ Ounas |

| Marsiglia 10 aprile 2016, ore 21:00 CEST 33ª giornata | Olympique Marsiglia | 0 – 0 referto | Bordeaux | Stade Vélodrome (43.344 spett.)\| Arbitro: \| Schneider \| |
| Arbitro:                                              | Schneider           |               |          |                                                            |

| Arbitro: | Buquet |

|           |           |                                      |
| Rolán 70’ | Marcatori | 61’ N'Doye 64’ Yattara 87’ Bourillon |

| Arbitro: | Letexier |

|             |           |                 |
| Pallois 66’ | Marcatori | 59’ Ibrahimović |

| Arbitro: | Varela |

|                           |           |                                               |
| Nivet 56’ (rig.) Jean 69’ | Marcatori | 14’, 72’ Rolán 41’ (aut.) Mavinga 60’ Diabaté |

| Arbitro: | Jochem |

|                              |           |  |
| Malcolm 12’ Diabaté 21’, 48’ | Marcatori |  |

| Arbitro: | Chapron |

|                   |           |  |
| Delort 14’ (rig.) | Marcatori |  |

### Coupe de France

#### Fase a eliminazione diretta
| Arbitro: | Hamel |

|                  |           |                              |
| Gendrey 33’, 55’ | Marcatori | 37’, 77’ Diabaté 90+2’ Rolán |

| Arbitro: | Lannoy |

|                     |           |                           |
| Ketkeophomphone 69’ | Marcatori | 45+1’ Jussiê 58’ Crivelli |

| Arbitro: | Schneider |

|                                   |           |                                                 |
| Crivelli 22’ Poko 51’ Malcolm 98’ | Marcatori | 6’ Bammou 65’ Sigþórsson 114’ Audel 118’ Bedoya |

### Coupe de la Ligue

#### Fase a eliminazione diretta
| Arbitro: | Schneider |

|                                |           |  |
| Ounas 16’ Rolán 57’ Saivet 88’ | Marcatori |  |

| Arbitro: | Rainville |

|                                 |           |  |
| Plašil 44’ Chaigneau 56’ (aut.) | Marcatori |  |

| Arbitro: | Turpin |

|                                                                  |           |              |
| Benzia 7’ Sané 41’ (aut.) Soumaoro 45’ Bauthéac 56’ Boufal 90+3’ | Marcatori | 33’ Chantôme |

### Europa League

#### Turni preliminari
| Arbitro: | Radovanović |

|                                               |           |  |
| Poko 53’ Diabaté 74’ (rig.) Maurice-Belay 80’ | Marcatori |  |

| Arbitro: | Stieler |

|  |           |                  |
|  | Marcatori | 29’ Kiese Thelin |

| Arbitro: | Hunter |

|            |           |  |
| Khazri 27’ | Marcatori |  |

| Arbitro: | Nijhuis |

|                             |           |              |
| Guilbert 1’ (aut.) Kuat 66’ | Marcatori | 76’ Crivelli |

#### Fase a gironi
| Arbitro: | Undiano Mallenco |

|            |           |             |
| Jussiê 81’ | Marcatori | 65’ Lallana |

| Kazan' 1º ottobre 2015, ore 22:05 EEST Gruppo B - 2ª giornata | Rubin   | 0 – 0 referto | Bordeaux | Kazan Arena (17.642 spett.)\| Arbitro: \| Mažeika \| |
| Arbitro:                                                      | Mažeika |               |          |                                                      |

| Arbitro: | Stavrev |

|  |           |             |
|  | Marcatori | 21’ Lacroix |

| Arbitro: | Kružliak |

|                       |           |           |
| Chantôme 90+4’ (aut.) | Marcatori | 67’ Touré |

| Arbitro: | Yefet |

|                                 |           |            |
| Milner 38’ (rig.) Benteke 45+1’ | Marcatori | 33’ Saivet |

| Arbitro: | Beaton |

|                       |           |                            |
| Laborde 58’ Rolán 63’ | Marcatori | 31’ Kanunnikov 76’ Ustinov |

## Statistiche

### Statistiche di squadra
| Competizione      | Punti | In casa | In casa | In casa | In casa | In casa | In casa | In trasferta | In trasferta | In trasferta | In trasferta | In trasferta | In trasferta | Totale | Totale | Totale | Totale | Totale | Totale | DR |
| Competizione      | Punti | G       | V       | N       | P       | Gf      | Gs      | G            | V            | N            | P            | Gf           | Gs           | G      | V      | N      | P      | Gf     | Gs     | DR |
| ----------------- | ----- | ------- | ------- | ------- | ------- | ------- | ------- | ------------ | ------------ | ------------ | ------------ | ------------ | ------------ | ------ | ------ | ------ | ------ | ------ | ------ | -- |
| Ligue 1           | 50    | 19      | 8       | 7       | 4       | 27      | 20      | 19           | 4            | 7            | 8            | 23           | 37           | 38     | 12     | 14     | 12     | 50     | 57     | -7 |
| Coupe de France   | -     | 1       | 0       | 0       | 1       | 3       | 4       | 2            | 2            | 0            | 0            | 5            | 3            | 3      | 2      | 0      | 1      | 8      | 7      | +1 |
| Coupe de la Ligue | -     | 2       | 2       | 0       | 0       | 5       | 0       | 1            | 0            | 0            | 1            | 1            | 5            | 3      | 2      | 0      | 1      | 6      | 5      | +1 |
| Europa League     | -     | 5       | 2       | 2       | 1       | 7       | 4       | 5            | 1            | 2            | 2            | 4            | 5            | 10     | 3      | 4      | 3      | 11     | 9      | +2 |
| Totale            | -     | 27      | 12      | 9       | 6       | 42      | 28      | 27           | 7            | 9            | 11           | 33           | 50           | 54     | 19     | 18     | 17     | 75     | 77     | -2 |

### Andamento in campionato
| Giornata  | 1  | 2  | 3  | 4  | 5  | 6  | 7  | 8  | 9  | 10 | 11 | 12 | 13 | 14 | 15 | 16 | 17 | 18 | 19 | 20 | 21 | 22 | 23 | 24 | 25 | 26 | 27 | 28 | 29 | 30 | 31 | 32 | 33 | 34 | 35 | 36 | 37 | 38 |
| --------- | -- | -- | -- | -- | -- | -- | -- | -- | -- | -- | -- | -- | -- | -- | -- | -- | -- | -- | -- | -- | -- | -- | -- | -- | -- | -- | -- | -- | -- | -- | -- | -- | -- | -- | -- | -- | -- | -- |
| Luogo     | C  | T  | T  | C  | T  | C  | T  | C  | T  | C  | C  | T  | C  | T  | C  | T  | C  | T  | C  | T  | C  | T  | C  | T  | C  | T  | C  | T  | C  | T  | C  | T  | T  | C  | C  | T  | C  | T  |
| Risultato | P  | N  | N  | V  | N  | N  | V  | V  | P  | N  | V  | P  | V  | N  | P  | P  | V  | N  | N  | V  | V  | N  | V  | P  | P  | V  | N  | P  | N  | P  | N  | V  | N  | P  | N  | V  | V  | P  |
| Posizione | 15 | 15 | 14 | 10 | 12 | 13 | 17 | 12 | 15 | 14 | 13 | 14 | 11 | 13 | 14 | 17 | 12 | 14 | 14 | 12 | 10 | 10 | 7  | 11 | 11 | 9  | 10 | 12 | 12 | 14 | 14 | 12 | 12 | 13 | 11 | 11 | 10 | 11 |

Fonte:  Classements, su lfp.fr, LFP.
Legenda:

Luogo: C = Casa; T = Trasferta. Risultato: V = Vittoria; N = Pareggio; P = Sconfitta.

### Statistiche dei giocatori
| Giocatore        | Ligue 1  | Ligue 1 | Ligue 1     | Ligue 1    | Coupe de France Coupe de la Ligue | Coupe de France Coupe de la Ligue | Coupe de France Coupe de la Ligue | Coupe de France Coupe de la Ligue | Europa League | Europa League | Europa League | Europa League | Totale   | Totale | Totale      | Totale     |
| Giocatore        | Presenze | Reti    | Ammonizioni | Espulsioni | Presenze                          | Reti                              | Ammonizioni                       | Espulsioni                        | Presenze      | Reti          | Ammonizioni   | Espulsioni    | Presenze | Reti   | Ammonizioni | Espulsioni |
| ---------------- | -------- | ------- | ----------- | ---------- | --------------------------------- | --------------------------------- | --------------------------------- | --------------------------------- | ------------- | ------------- | ------------- | ------------- | -------- | ------ | ----------- | ---------- |
| J. Ambrose       | 1        | 0       | 0           | 0          | 2+0                               | 0                                 | 0                                 | 0                                 | -             | -             | -             | -             | 3        | 0      | 0           | 0          |
| M. Arambarri     | 5        | 0       | 1           | 0          | -                                 | -                                 | -                                 | -                                 | -             | -             | -             | -             | 5        | 0      | 1           | 0          |
| P. Bernardoni    | 7        | -18     | 0           | 0          | -                                 | -                                 | -                                 | -                                 | -             | -             | -             | -             | 7        | -18    | 0           | 0          |
| C. Carrasso      | 20       | -27     | 0           | 0          | 0+2                               | 0                                 | 0                                 | 0                                 | 7             | -5            | 1             | 0             | 29       | -32    | 1           | 0          |
| C. Chantôme      | 26       | 1       | 9           | 0          | 1+1                               | 0                                 | 0                                 | 0                                 | 7             | 0             | 4             | 1             | 35       | 1      | 13          | 1          |
| D. Contento      | 25       | 2       | 4           | 0          | 1+3                               | 0                                 | 0                                 | 0                                 | 5             | 0             | 2             | 0             | 34       | 2      | 6           | 0          |
| E. Crivelli      | 29       | 3       | 8           | 1          | 2+2                               | 2+0                               | 0+1                               | 0                                 | 8             | 1             | 4             | 0             | 41       | 6      | 13          | 1          |
| M. Debuchy       | 9        | 0       | 1           | 0          | -                                 | -                                 | -                                 | -                                 | -             | -             | -             | -             | 9        | 0      | 1           | 0          |
| C. Diabaté       | 22       | 10      | 0           | 1          | 1+1                               | 2+0                               | 0                                 | 0                                 | 4             | 1             | 0             | 0             | 28       | 13     | 0           | 1          |
| M. Gajić         | 9        | 1       | 0           | 0          | -                                 | -                                 | -                                 | -                                 | 3             | 0             | 1             | 0             | 12       | 1      | 1           | 0          |
| F. Guilbert      | 30       | 0       | 4           | 0          | 1+3                               | 0                                 | 2+0                               | 1+0                               | 6             | 0             | 2             | 1             | 40       | 0      | 8           | 2          |
| H. Hassen        | -        | -       | -           | -          | 1+0                               | 0                                 | 0                                 | 0                                 | -             | -             | -             | -             | 1        | 0      | 0           | 0          |
| I. Hassani       | 0        | 0       | 0           | 0          | -                                 | -                                 | -                                 | -                                 | -             | -             | -             | -             | 0        | 0      | 0           | 0          |
| Jussiê           | 14       | 0       | 0           | 0          | 1+1                               | 1+0                               | 0                                 | 0                                 | 4             | 1             | 0             | 0             | 20       | 2      | 0           | 0          |
| W. Khazri        | 20       | 5       | 7           | 0          | 1+1                               | 0                                 | 0+1                               | 0                                 | 8             | 1             | 4             | 1             | 30       | 6      | 12          | 1          |
| I. Kiese Thelin  | 7        | 0       | 0           | 0          | -                                 | -                                 | -                                 | -                                 | 5             | 1             | 0             | 0             | 12       | 1      | 0           | 0          |
| G. Laborde       | 1        | 0       | 0           | 0          | 0+1                               | 0                                 | 0                                 | 0                                 | 1             | 1             | 0             | 0             | 3        | 1      | 0           | 0          |
| S. Lefebvre      | 0        | 0       | 0           | 0          | -                                 | -                                 | -                                 | -                                 | 0             | 0             | 0             | 0             | 0        | 0      | 0           | 0          |
| Malcolm          | 12       | 1       | 0           | 0          | 1+0                               | 1+0                               | 0                                 | 0                                 | -             | -             | -             | -             | 13       | 2      | 0           | 0          |
| R. Maulun        | 1        | 0       | 0           | 0          | 0+1                               | 0                                 | 0                                 | 0                                 | 3             | 0             | 0             | 0             | 5        | 0      | 0           | 0          |
| N. Maurice-Belay | 18       | 1       | 2           | 0          | 0+1                               | 0                                 | 0                                 | 0                                 | 8             | 1             | 1             | 0             | 27       | 2      | 3           | 0          |
| A. Ounas         | 23       | 5       | 5           | 0          | 2+3                               | 0+1                               | 0                                 | 0                                 | 1             | 0             | 1             | 0             | 29       | 6      | 6           | 0          |
| Pablo            | 16       | 1       | 3           | 0          | -                                 | -                                 | -                                 | -                                 | 1             | 0             | 0             | 0             | 17       | 1      | 3           | 0          |
| N. Pallois       | 17       | 1       | 3           | 1          | -                                 | -                                 | -                                 | -                                 | 8             | 0             | 0             | 0             | 25       | 1      | 3           | 1          |
| T. Pellenard     | -        | -       | -           | -          | -                                 | -                                 | -                                 | -                                 | -             | -             | -             | -             | -        | -      | -           | -          |
| J. Plašil        | 27       | 3       | 2           | 0          | 3+3                               | 0+1                               | 0                                 | 0                                 | 4             | 0             | 0             | 0             | 37       | 4      | 2           | 0          |
| A. Poko          | 25       | 0       | 13          | 2          | 1+3                               | 1+0                               | 0                                 | 0                                 | 10            | 1             | 0             | 0             | 39       | 2      | 13          | 2          |
| M. Poundjé       | 14       | 0       | 3           | 0          | 2+0                               | 0                                 | 0                                 | 0                                 | 7             | 0             | 0             | 0             | 23       | 0      | 3           | 0          |
| J. Prior         | 13       | -12     | 0           | 0          | 3+1                               | -7                                | 0                                 | 0                                 | 3             | -9            | 0             | 0             | 20       | -28    | 0           | 0          |
| D. Rolán         | 31       | 7       | 4           | 0          | 2+3                               | 1+1                               | 0                                 | 0                                 | 6             | 1             | 0             | 0             | 42       | 10     | 4           | 0          |
| H. Saivet        | 18       | 1       | 5           | 1          | 0+1                               | 0+1                               | 0                                 | 0                                 | 8             | 1             | 2             | 0             | 27       | 3      | 7           | 1          |
| L. Sané          | 13       | 0       | 4           | 1          | 3+1                               | 0                                 | 2+2                               | 0                                 | 4             | 0             | 2             | 0             | 21       | 0      | 10          | 1          |
| G. Sertic        | 1        | 0       | 0           | 0          | -                                 | -                                 | -                                 | -                                 | 2             | 0             | 0             | 0             | 3        | 0      | 0           | 0          |
| K. Soni          | 1        | 0       | 0           | 0          | 1+0                               | 0                                 | 0                                 | 0                                 | 1             | 0             | 0             | 0             | 3        | 0      | 0           | 0          |
| T. Touré         | 22       | 2       | 2           | 0          | 2+1                               | 0                                 | 2+0                               | 0                                 | 4             | 1             | 0             | 0             | 29       | 3      | 4           | 0          |
| A. Traoré        | 10       | 0       | 0           | 0          | 3+3                               | 0                                 | 0                                 | 0                                 | 4             | 0             | 0             | 0             | 20       | 0      | 0           | 0          |
| B. Traoré        | -        | -       | -           | -          | 1+0                               | 0                                 | 0                                 | 0                                 | -             | -             | -             | -             | 1        | 0      | 0           | 0          |
| V. Vada          | 16       | 0       | 1           | 0          | 3+2                               | 0                                 | 0                                 | 0                                 | 1             | 0             | 0             | 0             | 22       | 0      | 1           | 0          |
| S. Valla         | -        | -       | -           | -          | -                                 | -                                 | -                                 | -                                 | 0             | 0             | 0             | 0             | 0        | 0      | 0           | 0          |
| C. Yamberé       | 27       | 3       | 6           | 0          | 1+3                               | 0                                 | 0                                 | 0                                 | 7             | 0             | 4             | 0             | 38       | 3      | 10          | 0          |
| K. Zinga         | -        | -       | -           | -          | -                                 | -                                 | -                                 | -                                 | 0             | 0             | 0             | 0             | 0        | 0      | 0           | 0          |